# 本念寺 (文京区)
本念寺（ほんねんじ）は、東京都文京区にある日蓮宗の寺院。

## 歴史
寛永年間（1624年 - 1645年）、玄等院日量によって開山された。
かつては境外にあった「矢場稲荷社」の別当寺であった。寛文年間（1661年～1673年）に館林藩藩主徳川綱吉が館林の尾曳稲荷神社から分霊を勧請して創建したものという。明治初期の神仏分離の際に廃社となった。

## 寺宝等
- 日蓮上人像（本尊）
- 鬼子母神立像
- 日什上人坐像

## 墓所
- 大田南畝（狂歌師）
- 山本北山（儒学者）

## 交通アクセス
- 白山駅A1より徒歩5分（経路案内）。